# Мікрохімічний аналіз
Мі́крохімі́чний ана́ліз (рос. микрохимический анализ, англ. microchemical analysis; нім. mikrochemische Analyse f) — сукупність прийомів і методів якісних і кількісних аналізів, що використовуються при дослідженні проб масою 10-3-10-2 г для твердого зразка або об’ємом 0,1—1 мл для розчину. Мікрохімічний аналіз застосовують у різних галузях промисловості в тих випадках, коли кількість речовини, що досліджується, дуже мала: для аналізу включень в рудах, мінералах і сплавах та ін., при аналізі високотоксичних і радіоактивних речовин з міркувань безпеки, при аналізі коштовних і рідкісних матеріалів, а також для зниження трудомісткості аналізу складних органічних сполук.